# Torneo Esperanzas de Toulon de 2014
El XLII Torneo Esperanzas de Toulon de 2014 se realizó del 21 de mayo al 1 de junio de 2014 en Francia donde participaron 10 equipos de fútbol de diferentes partes del mundo. El torneo se celebra cada año. Se juega entre selecciones sub-20, aunque actualmente es de categoría sub-21.

## Participantes
| Equipos participantes | Equipos participantes | Equipos participantes | Equipos participantes |
| --------------------- | --------------------- | --------------------- | --------------------- |
| Francia               | Colombia              | China                 | Catar                 |
| Brasil                | Chile                 | Corea del Sur         | Inglaterra            |
| México                | Portugal              |                       |                       |

## Primera fase
| Clasificación                        |
| ------------------------------------ |
| Equipos Clasificados a la Final      |
| Equipos Clasificados al Tercer lugar |

### Grupo A
Equipos del grupo A
| Equipo   | Pts | PJ | PG | PE | PP | GF | GC | Dif |
| -------- | --- | -- | -- | -- | -- | -- | -- | --- |
| Francia  | 10  | 4  | 3  | 1  | 0  | 8  | 2  | +6  |
| Portugal | 9   | 4  | 3  | 0  | 1  | 10 | 4  | +6  |
| México   | 4   | 4  | 1  | 1  | 2  | 3  | 6  | -3  |
| China    | 2   | 4  | 0  | 2  | 1  | 5  | 9  | -4  |
| Chile    | 2   | 4  | 0  | 2  | 2  | 6  | 11 | -5  |

| 21 de mayo de 2014 | México | 0:2 (0:1) | Portugal                        | Stade Léo Lagrange, Besançon         |                                      |
|                    |        | Reporte   | Teixeira 27' · Helder Costa 73' | Árbitro(s): Francisco de Nascimiento | Árbitro(s): Francisco de Nascimiento |

| 21 de mayo de 2014 | Francia                             | 3:0 (0:0) | Chile | Stade Léo Lagrange, Besançon |                           |
|                    | Bahebeck 44' 71' (pen.) · Sacko 58' | Reporte   |       | Árbitro(s): Ahmad Ibrahim    | Árbitro(s): Ahmad Ibrahim |

| 23 de mayo de 2014 | Portugal                                     | 3:1 (1:0) | Chile        | Stade Perruc, Hyères       |                            |
|                    | Silva 30' (pen.) · Costa 65' · Fernandes 68' | Reporte   | Castillo 69' | Árbitro(s): Georgi Kabakov | Árbitro(s): Georgi Kabakov |

| 23 de mayo de 2014 | Francia    | 1:1 (0:0) | China    | Stade Perruc, Hyères    |                         |
|                    | Haller 52' | Reporte   | Wang 67' | Árbitro(s): Juan Ponton | Árbitro(s): Juan Ponton |

| 25 de mayo de 2014 | China                        | 3:3 (0:2) | Chile                           | Stade Louis Hon, Saint-Raphaël |                            |
|                    | Guo 42' · Yang 58' · Xie 77' | Reporte   | Martínez 18', 31' · Delgado 49' | Árbitro(s): Georgi Kabakov     | Árbitro(s): Georgi Kabakov |

| 25 de mayo de 2014 | Francia              | 2:0 (1:0) | México | Stade Louis Hon, Saint-Raphaël      |                                     |
|                    | Hunou 6' · Ikoko 80' | Reporte   |        | Árbitro(s): Francisco do Nascimento | Árbitro(s): Francisco do Nascimento |

| 27 de mayo de 2014 | Chile               | 2:2 (1:1) | México                  | De Latre, Aubagne          |                            |
|                    | Bravo 1' 48' (pen.) | Reporte   | Marín 21' · Treviño 62' | Árbitro(s): Georgi Kabakov | Árbitro(s): Georgi Kabakov |

| 27 de mayo de 2014 | China  | 1:4 (1:3) | Portugal                                             | De Latre, Aubagne       |                         |
|                    | Li 26' | Reporte   | Horta 14' 39' (pen.) · Semedo 35' (pen.) · Costa 65' | Árbitro(s): Juan Pontón | Árbitro(s): Juan Pontón |

| 29 de mayo de 2014 | China | 0:1 (0:0) | México    | Stade Léo Lagrange, Besançon   |                                |
|                    |       | Reporte   | Trejo 58' | Árbitro(s): Jérôme Efong Nzolo | Árbitro(s): Jérôme Efong Nzolo |

| 29 de mayo de 2014 | Francia                     | 2:1 (1:0) | Portugal | Stade Léo Lagrange, Besançon |                            |
|                    | Sarr 35' · Sacko 61' (pen.) | Reporte   | Vezo 69' | Árbitro(s): Georgi Kabakov   | Árbitro(s): Georgi Kabakov |

### Grupo B
Equipos del grupo B
| Equipo        | Pts | PJ | PG | PE | PP | GF | GC | Dif |
| ------------- | --- | -- | -- | -- | -- | -- | -- | --- |
| Brasil        | 12  | 4  | 4  | 0  | 0  | 13 | 2  | +11 |
| Inglaterra    | 5   | 4  | 1  | 2  | 1  | 6  | 4  | +2  |
| Corea del Sur | 5   | 4  | 1  | 2  | 1  | 3  | 4  | -1  |
| Colombia      | 2   | 4  | 0  | 2  | 2  | 3  | 5  | -2  |
| Catar         | 2   | 4  | 0  | 2  | 2  | 2  | 12 | -10 |

| 22 de mayo de 2014 | Brasil                 | 2:0 (1:0) | Corea del Sur | Stade Léo Lagrange, Besançon   |                                |
|                    | Thalles 27' · Luan 80' | Reporte   |               | Árbitro(s): Jérôme Efong Nzolo | Árbitro(s): Jérôme Efong Nzolo |

| 22 de mayo de 2014 | Inglaterra                                     | 3:0 (1:0) | Catar | Stade Léo Lagrange, Besançon      |                                   |
|                    | Obita 30' · Forster-Caskey 53' · Cousins 80+1' | Reporte   |       | Árbitro(s): José Alfredo Peñaloza | Árbitro(s): José Alfredo Peñaloza |

| 24 de mayo de 2014 | Corea del Sur | 1:1 (1:0) | Catar         | Stade Perruc, Hyères       |                            |
|                    | Ilsoo 19'     | Reporte   | Doozandeh 61' | Árbitro(s): Eduardo Gamboa | Árbitro(s): Eduardo Gamboa |

| 24 de mayo de 2014 | Brasil                          | 2:1 (1:0) | Colombia           | Stade Perruc, Hyères    |                         |
|                    | Ademilson 40' · Caio Rangel 58' | Reporte   | Joao Rodríguez 63' | Árbitro(s): João Capela | Árbitro(s): João Capela |

| 26 de mayo de 2014 | Colombia | 0:1 (0:0) | Corea del Sur             | Stade Louis Hon, Saint-Raphaël    |                                   |
|                    |          | Reporte   | Moon Chang-Jin 68' (pen.) | Árbitro(s): José Alfredo Peñaloza | Árbitro(s): José Alfredo Peñaloza |

| 26 de mayo de 2014 | Inglaterra      | 1:2 (0:1) | Brasil                      | Stade Louis Hon, Saint-Raphaël |                           |
|                    | Ward-Prowse 72' | Reporte   | Alison 8' · Lucas Silva 47' | Árbitro(s): Ahmad Ibrahim      | Árbitro(s): Ahmad Ibrahim |

| 28 de mayo de 2014 | Colombia  | 1:1 (0:0) | Catar               | De Lattre, Aubagne      |                         |
|                    | Borré 73' | Reporte   | Al Saadi 46' (pen.) | Árbitro(s): João Capela | Árbitro(s): João Capela |

| 28 de mayo de 2014 | Inglaterra | 1:1 (1:0) | Corea del Sur     | De Lattre, Aubagne         |                            |
|                    | Woodrow 2' | Reporte   | Lee Chang-min 55' | Árbitro(s): Eduardo Gamboa | Árbitro(s): Eduardo Gamboa |

| 30 de mayo de 2014 | Inglaterra  | 1:1 (1:0) | Colombia           | Stade Léo Lagrange, Besançon      |                                   |
|                    | Woodrow 15' | Reporte   | Joao Rodríguez 68' | Árbitro(s): José Alfredo Peñaloza | Árbitro(s): José Alfredo Peñaloza |

| 30 de mayo de 2014 | Brasil                                                                                         | 7:0 (5:0) | Catar | Stade Léo Lagrange, Besançon |                         |
|                    | Wallace 9' · Luan 11' 27' · Mosquito 33' · Lucas Piazon 40+1' · Rodrigo Caio 51' · Leandro 72' | Reporte   |       | Árbitro(s): João Capela      | Árbitro(s): João Capela |

## Tercer lugar
| 1 de junio de 2014 | Portugal          | 1:0 (0:0) | Inglaterra | Stade Parc des Sports, Aviñón       |                                     |
|                    | Ricardo Horta 56' | Reporte   |            | Árbitro(s): Francisco do Nascimento | Árbitro(s): Francisco do Nascimento |

## Final
| 1 de junio de 2014 | Francia         | 2:5 (2:2) | Brasil                                                      | Stade Parc des Sports, Aviñón |                           |
|                    | Bahebeck 6' 14' | Reporte   | Alisson 11' 68' · Ademilson 30' 62' · Lucas Evangelista 45' | Árbitro(s): Ahmad Ibrahim     | Árbitro(s): Ahmad Ibrahim |

| 1     | POR   | Paul Nardi               |     |
| 2     | DEF   | Jordan Ikoko             |     |
| 3     | DEF   | Mouhamado-Naby Sarr      |     |
| 4     | DEF   | Antoine Conte            |     |
| 12    | DEF   | Jordan Amavi             |     |
| 8     | MED   | Adrien Rabiot            | 70' |
| 14    | MED   | Tiémoué Bakayoko         |     |
| 15    | MED   | Adrien Hunou             | 57' |
| 7     | DEL   | Jean-Christophe Bahebeck |     |
| 9     | DEL   | Hadi Sacko               | 70' |
| 10    | DEL   | Lenny Nangis             | 57' |
| D. T. | D. T. | Ludovic Batelli          |     |

| 1     | POR   | Marcos            |     |
| 2     | DEF   | Gilberto Junior   |     |
| 3     | DEF   | Marquinhos        |     |
| 4     | DEF   | Doria             |     |
| 6     | DEF   | Wendell           | 71' |
| 5     | MED   | Rodrigo Caio      | 78' |
| 8     | MED   | Lucas Silva       | 58' |
| 17    | MED   | Lucas Evangelista |     |
| 9     | DEL   | Thalles           |     |
| 10    | DEL   | Ademilson         | 63' |
| 11    | DEL   | Alisson           |     |
| D. T. | D. T. | Alexandre Gallo   |     |

| 20 | DEL | Wesley Said       | 57' |
| 11 | MED | Rafidine Abdullah | 57' |
| 13 | DEL | Sébastien Haller  | 70' |
| 18 | DEL | Gaëtan Laborde    | 70' |

| 15 | MED | Alison         | 58' |
| 18 | MED | Luan           | 63' |
| 16 | DEF | Douglas Santos | 71' |
| 14 | DEF | Wallace        | 78' |

| 6' · 14' | Jean-Christophe Bahebeck | 1:0 2:1 |

| 11' · 30' · 45' · 62' · 68' | Alisson Ademilson Lucas Evangelista Ademilson Alisson | 1:1 2:2 2:3 2:4 2:5 |

| 52' · 55' | Jordan Amavi Jean-Christophe Bahebeck |

| 47' | Doria |

| Principal  | Ahmad Ibrahim              |
| Asistentes | Abed-Al Roman Aqel         |
|            | Mahmoud Abu-Thaher         |
| Cuarto     | Eduardo Gamboa Latournerie |

| 1     | POR   | Paul Nardi               |     |
| 2     | DEF   | Jordan Ikoko             |     |
| 3     | DEF   | Mouhamado-Naby Sarr      |     |
| 4     | DEF   | Antoine Conte            |     |
| 12    | DEF   | Jordan Amavi             |     |
| 8     | MED   | Adrien Rabiot            | 70' |
| 14    | MED   | Tiémoué Bakayoko         |     |
| 15    | MED   | Adrien Hunou             | 57' |
| 7     | DEL   | Jean-Christophe Bahebeck |     |
| 9     | DEL   | Hadi Sacko               | 70' |
| 10    | DEL   | Lenny Nangis             | 57' |
| D. T. | D. T. | Ludovic Batelli          |     |

| 1     | POR   | Marcos            |     |
| 2     | DEF   | Gilberto Junior   |     |
| 3     | DEF   | Marquinhos        |     |
| 4     | DEF   | Doria             |     |
| 6     | DEF   | Wendell           | 71' |
| 5     | MED   | Rodrigo Caio      | 78' |
| 8     | MED   | Lucas Silva       | 58' |
| 17    | MED   | Lucas Evangelista |     |
| 9     | DEL   | Thalles           |     |
| 10    | DEL   | Ademilson         | 63' |
| 11    | DEL   | Alisson           |     |
| D. T. | D. T. | Alexandre Gallo   |     |

| 20 | DEL | Wesley Said       | 57' |
| 11 | MED | Rafidine Abdullah | 57' |
| 13 | DEL | Sébastien Haller  | 70' |
| 18 | DEL | Gaëtan Laborde    | 70' |

| 15 | MED | Alison         | 58' |
| 18 | MED | Luan           | 63' |
| 16 | DEF | Douglas Santos | 71' |
| 14 | DEF | Wallace        | 78' |

| 6' · 14' | Jean-Christophe Bahebeck | 1:0 2:1 |

| 11' · 30' · 45' · 62' · 68' | Alisson Ademilson Lucas Evangelista Ademilson Alisson | 1:1 2:2 2:3 2:4 2:5 |

| 52' · 55' | Jordan Amavi Jean-Christophe Bahebeck |

| 47' | Doria |

| Principal  | Ahmad Ibrahim              |
| Asistentes | Abed-Al Roman Aqel         |
|            | Mahmoud Abu-Thaher         |
| Cuarto     | Eduardo Gamboa Latournerie |

| 1     | POR   | Paul Nardi               |     |
| 2     | DEF   | Jordan Ikoko             |     |
| 3     | DEF   | Mouhamado-Naby Sarr      |     |
| 4     | DEF   | Antoine Conte            |     |
| 12    | DEF   | Jordan Amavi             |     |
| 8     | MED   | Adrien Rabiot            | 70' |
| 14    | MED   | Tiémoué Bakayoko         |     |
| 15    | MED   | Adrien Hunou             | 57' |
| 7     | DEL   | Jean-Christophe Bahebeck |     |
| 9     | DEL   | Hadi Sacko               | 70' |
| 10    | DEL   | Lenny Nangis             | 57' |
| D. T. | D. T. | Ludovic Batelli          |     |

| 1     | POR   | Marcos            |     |
| 2     | DEF   | Gilberto Junior   |     |
| 3     | DEF   | Marquinhos        |     |
| 4     | DEF   | Doria             |     |
| 6     | DEF   | Wendell           | 71' |
| 5     | MED   | Rodrigo Caio      | 78' |
| 8     | MED   | Lucas Silva       | 58' |
| 17    | MED   | Lucas Evangelista |     |
| 9     | DEL   | Thalles           |     |
| 10    | DEL   | Ademilson         | 63' |
| 11    | DEL   | Alisson           |     |
| D. T. | D. T. | Alexandre Gallo   |     |

| 20 | DEL | Wesley Said       | 57' |
| 11 | MED | Rafidine Abdullah | 57' |
| 13 | DEL | Sébastien Haller  | 70' |
| 18 | DEL | Gaëtan Laborde    | 70' |

| 15 | MED | Alison         | 58' |
| 18 | MED | Luan           | 63' |
| 16 | DEF | Douglas Santos | 71' |
| 14 | DEF | Wallace        | 78' |

| 6' · 14' | Jean-Christophe Bahebeck | 1:0 2:1 |

| 11' · 30' · 45' · 62' · 68' | Alisson Ademilson Lucas Evangelista Ademilson Alisson | 1:1 2:2 2:3 2:4 2:5 |

| 52' · 55' | Jordan Amavi Jean-Christophe Bahebeck |

| 47' | Doria |

| Principal  | Ahmad Ibrahim              |
| Asistentes | Abed-Al Roman Aqel         |
|            | Mahmoud Abu-Thaher         |
| Cuarto     | Eduardo Gamboa Latournerie |

| 1     | POR   | Paul Nardi               |     |
| 2     | DEF   | Jordan Ikoko             |     |
| 3     | DEF   | Mouhamado-Naby Sarr      |     |
| 4     | DEF   | Antoine Conte            |     |
| 12    | DEF   | Jordan Amavi             |     |
| 8     | MED   | Adrien Rabiot            | 70' |
| 14    | MED   | Tiémoué Bakayoko         |     |
| 15    | MED   | Adrien Hunou             | 57' |
| 7     | DEL   | Jean-Christophe Bahebeck |     |
| 9     | DEL   | Hadi Sacko               | 70' |
| 10    | DEL   | Lenny Nangis             | 57' |
| D. T. | D. T. | Ludovic Batelli          |     |

| 1     | POR   | Marcos            |     |
| 2     | DEF   | Gilberto Junior   |     |
| 3     | DEF   | Marquinhos        |     |
| 4     | DEF   | Doria             |     |
| 6     | DEF   | Wendell           | 71' |
| 5     | MED   | Rodrigo Caio      | 78' |
| 8     | MED   | Lucas Silva       | 58' |
| 17    | MED   | Lucas Evangelista |     |
| 9     | DEL   | Thalles           |     |
| 10    | DEL   | Ademilson         | 63' |
| 11    | DEL   | Alisson           |     |
| D. T. | D. T. | Alexandre Gallo   |     |

| 20 | DEL | Wesley Said       | 57' |
| 11 | MED | Rafidine Abdullah | 57' |
| 13 | DEL | Sébastien Haller  | 70' |
| 18 | DEL | Gaëtan Laborde    | 70' |

| 15 | MED | Alison         | 58' |
| 18 | MED | Luan           | 63' |
| 16 | DEF | Douglas Santos | 71' |
| 14 | DEF | Wallace        | 78' |

| 6' · 14' | Jean-Christophe Bahebeck | 1:0 2:1 |

| 11' · 30' · 45' · 62' · 68' | Alisson Ademilson Lucas Evangelista Ademilson Alisson | 1:1 2:2 2:3 2:4 2:5 |

| 52' · 55' | Jordan Amavi Jean-Christophe Bahebeck |

| 47' | Doria |

| Principal  | Ahmad Ibrahim              |
| Asistentes | Abed-Al Roman Aqel         |
|            | Mahmoud Abu-Thaher         |
| Cuarto     | Eduardo Gamboa Latournerie |

|                   |
| Bandera de Brasil |
| Campeón           |
| Brasil            |
| 8º título         |